# Рентген (місячний кратер)
Кра́тер Рентге́н (лат. Röntgen) — великий метеоритний кратер у північній півкулі зворотного боку Місяця, східна частина кратера дещо заходить на видимий бік. Назву присвоєно на честь німецького фізика Вільгельма Конрада Рентгена (1845—1923) й затверджено Міжнародним астрономічним союзом у 1964 році.

## Опис кратера

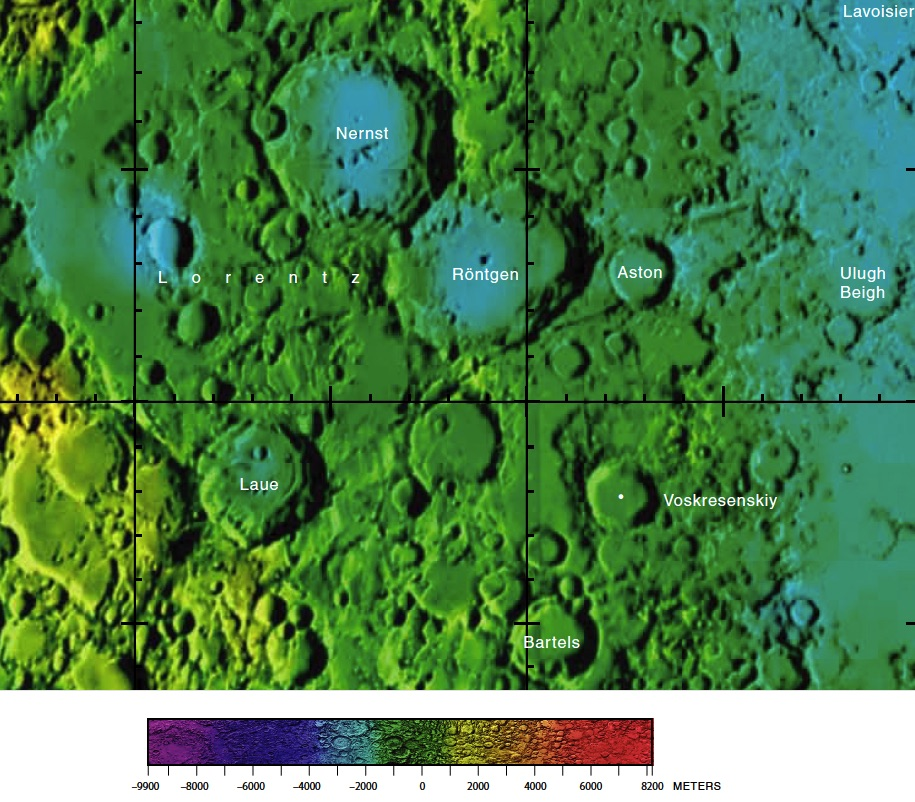
Околиці кратера Рентген. Фрагмент мапи зворотного боку Місяця

Кратер Рентген розташований у південно-східній частині величезного кратера Лоренц, до нього прилягають кратер Нернст на північному заході і кратер Астон на сході. На південному сході від кратера Рентген розташований кратер Воскресенський, на південному заході — кратер Лауе. Селенографічні координати центру кратера 32°53′ пн. ш. 91°25′ зх. д. / 32.88° пн. ш. 91.42° зх. д., діаметр 128,4 км, глибина 3250 м.
Кратер має полігональну форму, є значно зруйнований й затоплений лавою. Вал згладжений, перекритий безліччю кратерів різного розміру і перетворився у кільце з окремих хребтів. Висота валу над навколишньою місцевістю сягає 1630 м, об'єм кратера становить приблизно 17000 км³. Дно чаші вирівняне лавою, у північній частині чаші розташований великий кратер з розривом у південній частині його валу, також затоплений лавою. У північно-західній частині чаші розташовуються дві невеликі гряди. Північніше від центру чаші над поверхнею лави виступає вершина здвоєного центрального піка.
Незважаючи на розташування на зворотному боці Місяця за сприятливої лібрації, кратер є доступним для аматорського спостереження із Землі, однак під низьким кутом та у спотвореному виді.

## Сателітні кратери

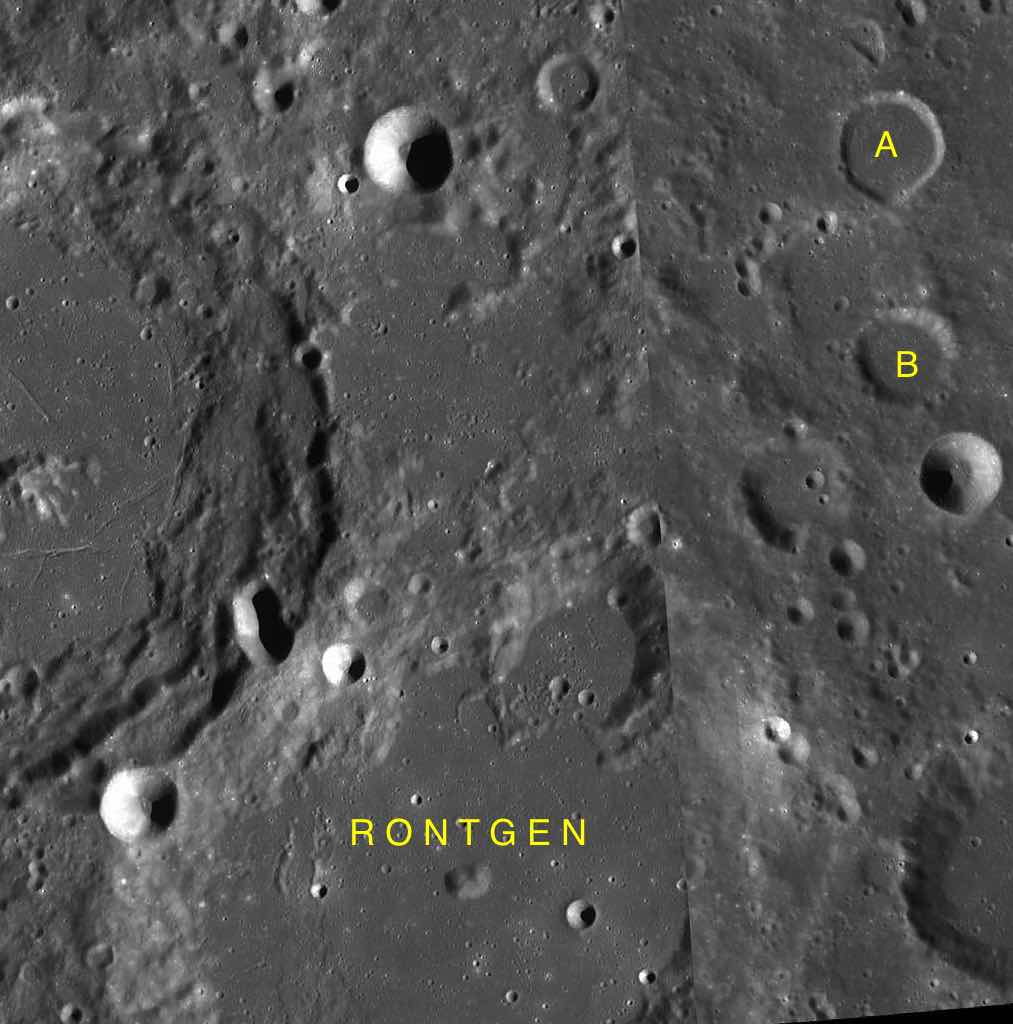
Фрагмент мапи LAC-36

| Рентген | Координати                                                | Діаметр, км |
| ------- | --------------------------------------------------------- | ----------- |
| A       | 36°55′ пн. ш. 88°11′ зх. д. / 36.91° пн. ш. 88.18° зх. д. | 18,8        |
| B       | 35°43′ пн. ш. 88°13′ зх. д. / 35.72° пн. ш. 88.21° зх. д. | 17,6        |